# Patellaria
Patellaria Fr. – rodzaj grzybów z rodziny Patellariaceae. Jako rodzaj Patellaria grzyby te zostały opisane przez Eliasa Magnusa Friesa w 1822 roku.

## Systematyka
Pozycja w klasyfikacji według Index Fungorum: Patellaria, Patellariaceae, Patellariales, incertae sedis, Dothideomycetes, Pezizomycotina, Ascomycota, Fungi.
Synonimy naukowe:
- Lecanidion Endl. 1830
- Ucographa A. Massal. 1860

Spośród dużej liczby gatunków przypisanych do rodzaju Patellaria w Polsce występuje Patellaria atrata (Hedw.) Fr.

## Charakterystyka
Głównymi cechami tego rodzaju są powierzchowne, czarne, miseczkowate owocniki, z zielonkawo-czarną skórką utworzoną z rozgałęzionych i nabrzmiałych wstawek, bitunikowych worków i szklistych, maczugowatych do cylindrycznych, askospor z przegrodami. Owocniki rozproszone, początkowo zamknięte i otwierające się po osiągnięciu dojrzałości. Krawędź owocnika (ekscypulum) jest wielowarstwowa i złożona z grubościennych, ciemnobrązowych komórek izodiametrycznych w warstwie zewnętrznej i jaśniejszych komórek w warstwach wewnętrznych. Hamatecjum (tkanka między workami grzyba) złożone z pseudowstawek, z przegrodami, smukłe, szkliste. Dojrzałe strzępki rozgałęzione na wierzchołkach, tworzą zielonkawo-brązowe apotecjum nad zarodnią. Worki 4-8-zarodnikowe, o kształcie maczugowatym do cylindrycznego, czasem lekko wrzecionowatego, na zaokrąglonym wierzchołku z wieczkiem. Grzyby z tego rodzaju są saprotrofami żyjącymi na martwym drewnie, łodygach lub zgniłym papierze w siedliskach lądowych.